# 朱在䤝
朱在䤝（1617年—？），字慎节，號王符，河南开封府祥符县人，明朝政治人物。

## 生平
丁巳年六月初九日生，治尚书，崇祯九年（1636年）丙子科举人，十三年庚辰科进士，都察院观政。授太常寺博士。南明时（1645年）升户部山东司主事。

## 家族
曾祖朱睦𣛮，周藩上洛康裕王。祖朱勤煉，封镇国将军。父朝燿，辅国将军、贡生。